# طبقه سیزدهم (فیلم ۱۹۸۸)
«طبقه سیزدهم» (انگلیسی: The 13th Floor (1988 film)) فیلمی در ژانر ترسناک است که در سال ۱۹۸۸ منتشر شد. از بازیگران آن می‌توان به میراندا اتو اشاره کرد.